# Acacia binervosa
Acacia binervosa é uma espécie de leguminosa do gênero Acacia, pertencente à família Fabaceae.